# Boris Perušič
Boris Perušič, född 27 juli 1940 i Zagreb, är en före detta tjeckoslovakisk volleybollspelare.
Perušič blev olympisk silvermedaljör i volleyboll vid sommarspelen 1964 i Tokyo. Han är farfar till beachvolleyspelaren Ondřej Perušič.